# Cartoon Network Scandinavia
Cartoon Network este un canal nordic care difuzează desene animate în Danemarca, Suedia, Norvegia, Finlanda, Insulele Feroe, Groenlanda și Islanda. Canalul a fost lansat în 2000 când a înlocuit versiunea pan-europeană Cartoon Network.

## Istorie
Cartoon Network a fost lansat în 1993 în Europa, Orientul Mijlociu și Africa și a fost inițial înfrățit cu canalul de film TNT (Mai târziu TCM) într-o versiune pan-europeană. Cartoon Network a funcționat de la 6:00 până la 8:00 pm CET, TNT preluând de la 8:00 pm până la 6:00 am CET. Unele programe din feed-ul pan-european au fost dublate în norvegiană, suedeză și daneză, dublate local de companii precum SDI Media Danemarca și Dubberman Danemarca, pentru coloana sonoră daneză. La 16 decembrie 1996, Cartoon Network a devenit un canal 24/7, la fel ca TNT. Cu toate acestea, o versiune a canalului numită TNT & Cartoon Network a continuat să apară la unii furnizori din Europa. În 2000, a fost creată o versiune regională scandinavă a Cartoon Network, difuzând în daneză, suedeză și norvegiană. La jumătatea lunii mai 2006, canalul s-a transformat în epoca orașului, cu logo-ul, promoțiile, bare de protecție și identele modificate. Blocul Boomerang a fost eliminat, dar majoritatea conținutului programului său a continuat să fie oferit pe canal. La mijlocul lunii mai 2009, brandingul a fost schimbat în era Arrow, așa cum s-a văzut pe alte feed-uri CN din regiunea EMEA la acea vreme. La începutul anului 2011, canalul s-a schimbat în era Check It 1.0, cu un nou logo, bare de protecție și idente influențate de era Checkerboard.
De la 1 octombrie 2012 încoace, există reclame locale suedeze în pauzele publicitare ale subalimentului suedez, spre deosebire de reclamele pan-nordice difuzate în Danemarca, Norvegia, Finlanda și Islanda. De la 1 noiembrie 2013, Cartoon Network difuzează pe ecran lat. Deși canalul este difuzat 24/7, unii distribuitori difuzează canalul doar între orele 6:00 și 21:00, iar Turner Classic Movies completează restul programului. Distribuitorii care difuzează doar versiunea parțială includ Viasat, Telia Digital-TV și multe sisteme de cablu analogice mai mici. Canalul nu este încă disponibil în limba finlandeză în Finlanda, dar unele dintre programele de pe canal sunt disponibile în limba finlandeză pe canalele locale finlandeze, cum ar fi MTV3, C More Juniori, Sub și Nelonen.
În noiembrie 2014, canalul s-a transformat în Check It 3.0, după ce au făcut-o diverse alte fluxuri EMEA. La 2 aprilie 2016 Cartoon Network Scandinavia a trecut la pachetul grafic Check It 4.0, marcând prima etapă majoră spre lansarea rebrandurilor în regiunea EMEA.

## Blocuri de programe

### Cartoon Network Classic
Prezintă în principal Cartoon Cartoon, împreună cu alte programe renunțate la programul principal. Se difuzează la 2:00 AM CET, până la 4:00 AM CET. Blocul nu este promovat și nu are bare de protecție speciale. De asemenea, îi lipsesc reclamele.

### Toonami
Articol principal: Toonami
Similar cu omologii săi americani și britanici, blocul Toonami a prezentat în principal desene animate orientate spre acțiune. Cu toate acestea, nu s-a prezentat prea mult anime, iar Toonami Nordic s-a concentrat mai mult pe desene animate de acțiune non-japoneze. Spectacolele care au fost prezentate au inclus Samurai Jack, Batman of the Future, X-Men: Evolution, The Real Adventures of Jonny Quest, Justice League, Beyblade și Megas XLR.

### Boomerang
Articol principal: Boomerang (Scandinavia)
Când a existat, blocul Boomerang de pe CN Nordic ar transmite de obicei conținut mai vechi, precum Looney Tunes, Merrie Melodies, Tom și Jerry și diverse desene animate Hanna-Barbera. Când a fost eliminat, conținutul său a fost răspândit în jurul programului, dar de-a lungul anilor spectacolele au fost fie eliminate, fie mutate în Boomerang.

### My CN
Un bloc prezentat și pe Cartoon Network Marea Britanie și Irlanda, My CN, care a existat pe tot parcursul erei Arrow pe CN Nordic, a fost difuzat în fiecare weekend, oferind spectatorilor șansa de a vota pentru unul dintre cele două emisiuni diferite prin intermediul site-ului web al rețelei. Emisiunea cu cele mai multe voturi va fi difuzată în weekend la 8:10 CET. De asemenea, spectacolul a oferit spectatorilor șansa de a deveni gazdă indiferent de naționalitate. De asemenea, dacă, de exemplu, un spectator suedez a fost ales ca gazdă, vocea lor ar fi dublată în daneză și norvegiană pentru coloanele sonore respective și, de exemplu, un spectator finlandez sau islandez ar fi ales ca gazdă, vocea lor ar fi dublată în daneză, suedeză și norvegiană.